# 台灣文學經典三十
台灣文學經典三十是1999年在中華民國行政院文化建設委員會（文建會）委託《聯合報》【聯合副刊】（聯副）評選「台灣文學經典名著」中入選決審的30本書。有部分主張去中國化的台灣獨立運動者認為，這次評選是當時中國國民黨執政的李登輝政府以「在台灣的中國文學」作為台灣文學經典。

## 書目列表
這30本書是：
散文類
- 梁實秋《雅舍小品》
- 陳之藩《劍河倒影》
- 楊牧《搜索者》
- 王鼎鈞《開放的人生》
- 陳冠學《田園之秋》
- 琦君《煙愁》
- 簡媜《女兒紅》

新詩類
- 鄭愁予《鄭愁予詩集（一九五一～六八）》
- 瘂弦《深淵》
- 余光中《與永恆拔河》
- 周夢蝶《孤獨國》
- 洛夫《魔歌》
- 楊牧《傳說》
- 商禽《夢或者黎明》

戲劇類
- 姚一葦《姚一葦戲劇六種》
- 賴聲川《那一夜，我們說相聲》
- 張曉風《曉風戲劇集》

小說類
- 白先勇《台北人》
- 黃春明《鑼》
- 王禎和《嫁妝一牛車》
- 張愛玲《半生緣》
- 陳映真《將軍族》
- 吳濁流《亞細亞的孤兒》
- 王文興《家變》
- 七等生《我愛黑眼珠》
- 李昂《殺夫》
- 姜貴《旋風》

評論類
- 夏志清《中國現代小說史》
- 葉石濤《台灣文學史綱》
- 王夢鷗《文藝美學》[1]

## 評選過程
1998年10月至11月，【聯合副刊】舉行初選會議，先由5位初選委員——美國哥倫比亞大學教授王德威、詩人向陽、國立中央大學教授李瑞騰、國立臺灣大學教授何寄澎、國立藝術學院教授鍾明德——就各自的專研領域（王德威屬小說類，向陽屬新詩類，李瑞騰屬評論類，何寄澎屬散文類，鍾明德屬戲劇類）推薦作品，再由2位初選委員——作家蘇偉貞、中央研究院中國文哲研究所籌備處研究員彭小妍——增補書單，最後7位初選委員集議圈選出153本書參加複選；基本上，每位作家在一種文類中只選一本，但能橫跨文類。
1998年11月底，【聯合副刊】寄發問卷給91位現代文學之學者專家複選，這91位複選委員每人從初選書單中勾選30本書，回收統計票數之後選出54本書參加決選，不限文類，並歡迎複選委員給予建議；91位複選委員以在各大專院校任教現代文學及相關課程的學者為主，少數複選委員是媒體編輯或評論工作者。1998年12月24日，問卷回收截止，共計回收67份，回收率約73%；回函中有43位複選委員沒有增列推薦書目、也沒有建議，另有14位複選委員推薦其他作家作品，5位複選委員給予建議，5位複選委員給予建議、也增列推薦書目。統計後選出54本書參加決選，得票數最高的是白先勇《台北人》獲得61票，得票數最低的是鄭明娳《現代散文類型論》與林瑞明《台灣文學與時代精神》各獲得12票。
1998年12月4日，《聯合報》文化版首次簡述這次評選的流程：
|  | 評選先由美國哥倫比亞大學教授王德威、詩人向陽、中央大學教授李瑞騰、台大教授何寄澎、中研院研究員彭小妍、國立藝術學院教授鍾明德、作家蘇偉貞等七人組成的推荐小組草擬名單，總共推荐了一百五十三本名著，計散文卅三本、詩卅一本、小說四十四本、評論卅二本、戲劇十三本。 【聯副】將此份名單寄給九十多位作家和在各大學教授現代文學的學者，預計複選出五十本，最後再由七位不同專業領域的學者決選出卅本經典名著。…… 針對「台灣文學」在作者、作品及時間斷代上的定義，【聯副】主任陳義芝表示，評選以二○年代新文學運動啟萌為起點，因此吳濁流、呂赫若等日治時代知名作家昔日以日文發表但後來翻譯成中文的代表作品，都在推荐名單之內。…… 另在作者方面，作家張愛玲雖是從大陸經港到美國定居，但是她的作品在台灣完整出版，對台灣部份中生代作家的影響力甚大，甚至行成「張派」寫作風格；因此張愛玲的代表作《半生緣》獲得推荐。至於梁實秋的名作《雅舍小品》，雖是在大陸完成，卻是在台灣出版，所以也獲推荐。 |

1999年1月1日，【聯合副刊】舉行決審會議，從通過複選的54本書中選出30本「台灣文學經典」，由陳義芝主持，7位決審委員與初選委員相同，陳義芝在投票前要求7位決審委員說明自己對「台灣文學經典」的定義及評選標準，決審委員一致贊同使用何寄澎的文學史觀點作為評選標準：何寄澎從文學史的角度上思考經典，他認為，雖然經典有可能變易，仍要盡量找尋不會變易而可以流傳下去的東西，百年之後大家提到台灣文學，還是經典的作品，就像六朝的曹子建、陶淵明、謝靈運始終是經典。
1999年1月2日，《聯合報》文化版與《民生報》藝文新聞版都公布「台灣文學經典」書單。1999年2月5日，【聯合副刊】正式刊登30本「台灣文學經典」書目，並刊登這次評選的活動導言與入選作家特寫。
1999年3月1至31日，誠品書店各連鎖店與聯經出版事業公司各門市合作推出「台灣文學經典三十主題書展」。
1999年3月19至21日，文建會主辦、【聯合副刊】承辦、國家圖書館協辦的「第一屆台灣文學經典研討會」在國家圖書館國際會議廳舉行，公布這30本書。文建會主任委員林澄枝與《聯合報》發行人王效蘭都在第一屆台灣文學經典研討會開幕典禮致詞。
1999年6月，聯經出版事業公司出版《台灣文學經典研討會論文集》，林澄枝作第一篇序文〈閱讀台灣文學〉，陳義芝作第二篇序文〈關於「台灣文學經典」〉，發表演講及論文者有：白先勇、呂正惠、王德威、周芬伶、黎活仁、陳器文、李瑞騰、陳長房、林鎮山、尉天驄、陳玉玲、洪淑苓、陳大為、趙衛民、蕭蕭、焦桐、向陽、陳信元、何淑貞、渡也（陳啟佑）、陳昌明、鍾怡雯、唐捐、何寄澎、馬森、林鶴儀、鍾明德、林明德、龔鵬程、彭小妍。
第一屆台灣文學經典研討會組織表：
- 召集人：林澄枝、王效蘭
- 執行顧問：王德威、向陽、李瑞騰、何寄澎、彭小妍、鍾明德、蘇偉貞
- 總策畫：陳義芝
- 秘書長：田新彬
- 議事組：陳維信
- 接待組：楊蔚齡
- 新聞組：楊錦
- 編印組：王開平、蔣慧仙
- 總務組：林煥彰、林崇漢
- 美術組：陳泰裕、黃阿屘、黃憲鐘、李兆琦、李康齡
- 財務組：徐炫敏